# Юндола
Юндола (болг. Юндола) — село в Болгарии. Находится в Пазарджикской области, входит в общину Велинград. Население составляет 163 человека.

## Этимология
Название села встречается ещё в древнебулгарских писаниях как «Ѫдол», читается с пробулгарским произношением.

## География
Юндола расположена в горной местности и находится в 16 км к северо-западу от Велинграда, по дороге на Банско и Разлог , и в 20-30 км от Якоруда. Он расположен на высоте 1400 м над уровнем моря между горами Рила и Родопи. Дорога из Велинграда проходит вдоль реки Луковица и очень живописна.
Район Юндола представляет собой обширный седловидный луг между горами Рила и Родопи размером примерно 3 на 1 км. Водораздел между рекой Яденица (правый приток Марицы) и рекой Луковица и рекой Абланица ( левые притоки реки Чепинска).
Известный болгарский горный курорт с горнолыжными склонами, зимой оборудованными подъемниками. Из Юндолы можно взять различные туристические маршруты в Риле и Родопах. Интересными объектами в окрестностях являются: заповедники «Рогачица» и «Валявици» в Риле, местность Филибишка Поляна, местность Черновец в Родопах, местность Куртово, природная достопримечательность Пашови Скали. и спортивная база Бельмекен.
Зимой снежный покров держится около 80 дней, а средняя температура января составляет -4°С. Средняя температура июля составляет 15°C. 

## Политическая ситуация
Юндола подчиняется непосредственно общине и не имеет своего кмета.
Кмет (мэр) общины Велинград — Иван Георгиев Лебанов (независимый) по результатам выборов в правление общины.